# معاهدة كورك جاي
معاهدة كورك جاي – (بالأذرية: Kürəkçay müqaviləsi) هي معاهدة نقل خانيتي قاراباغ وشاكي إلى روسيا.
جرى حفل التوقيع في 14 مايو 1805 في معسكر عسكري روسي على ضفاف نهر كورك جاي، بالقرب من كنجه. تم وضع المعاهدة باللغة الروسية.

## الشروط السياسية قبل المعاهدة
ومنذ بداية القرن التاسع عشر، قامت الإمبراطورية الروسية بمحاولة جديدة لاحتلال الأراضي الأذربيجانية.
استخدمت الحكومة القيصرية من تقسيم أذربيجان إلى خانيات والاستفادة الأسلحة والعقود في هذه العملية.
كانوا مجتمع جار بالاكان (1803) وخانية كنجه (1804) محتلين بالأسلحة.
بدأ القائد العام للقوات الروسية في القوقاز تسيتسيانوف بممارسة ضغوط عسكرية دبلوماسية على خانية قراباغ بعد احتلال كنجه.
عُين تسيتسيانوف في عام 1802 حاكمًا عامًا لجورجيا التي ضُمت حديثًا، وتميز حكمه بسياسات لا هوادة فيها تجاه السكان المحليين، بما في ذلك قيامه بنفي باقي أعضاء السلالة السابقة التي حكمت جورجيا إلى روسيا.
نجح في تنفيذ مشاريع مهمة للغاية، مثل تطوير الطريق العسكري الجورجي، وقيادة الجيوش الروسية إلى النجاحات في المراحل المبكرة من الحرب الروسية الإيرانية التي حدثت بين 1804-1813.
امتلك تسيتسيانوف مشاعر سلبية قوية تجاه المسلمين بشكل عام «والفرس» بشكل خاص، واحتقر كل ما يتعلق بإيران. مثّل مثالًا رئيسيًا على التكتيكات المتبعة في غزو غانجا في أوائل عام 1804.
وفي 14 مايو 1805، جرى التوقيع معاهدة كورك جاي.
ركب صعودًا إلى جدران باكو في عام 1806 ببراعة مميزة من أجل المشاركة في حفل نقل المدينة إلى الحكم الروسي بعد حصار ناجح. وعندما كان الجنرال على وشك استلام مفاتيح المدينة، أطلقت القوات الموالية لخان باكو النار عليه بشكل غير متوقع مع زميله الجورجي إليزابار إريستوف، أصاب الرصاص رأس تسيتسيانوف وقُطعت كلتا يديه. نجا الشريك الثالث في المهمة وهرب من أجل رواية الحكاية البشعة. أُرسل رأسه إلى فاتح علي شاه قاجار في طهران.
بعد وفاة تسيتسيانوف، أصبحت هجمات القوات الروسية وحشية بشكل خاص. تم احتلال باكو في أكتوبر عام 1806، وفي عام 1813 أضفت معاهدة جولستان الطابع الرسمي على ضم باكو خانات إلى روسيا.
في عام 1813، بالتوقيع معاهدة كلستان، تم توحيد خانية باكو مع روسيا رسميًا.

## المعاهدة و ظروفها
إحتلال مدينة كنجه لعبت دورا مهما في اسراع إستيلاء الخانيات الأذربيجانية.
في بداية 1804 أرسل الجنرال تسيتسيانوف الميجور ليسانفيتش إلى قاراباغ إلى إبراهيم خليل خان و طلب منه الطاعة روسيا.
وافق إبراهيم خليل خان على الاجتماع مع تسيتسيانوف للحفاظ على الخانية. ووقعت «يمين البيعة» بين الطرفين. تألفت اتفاقية كورك جاي من ديباجة و 11 مادة:
- تعكس المواد 1 و4 و6 و8 و9 من الاتفاق التزامات إبراهيم خان والمواد 2 و3 و5 و7 التزامات روسيا.
- ولقد اعترفت روسيا غير المشروط بخانية قراباغ باعتباره دولة مستقلة وأكد أن إبراهيم خان وخلفاءه هم المالكون الوحيدون من خانية قاراباغ.
- واحد من أهم النقاط في المعاهدة هي أن إبراهيم خان في جميع المواد المذكورة ممثل في إبراهيم خان من شوشي وقاراباغ.
- ومن القضايا المهمة الأخرى ضمان الحفاظ على سلامة خانية قراباغ من قبل الإمبراطور.
- كانت المادة الحادية عشرة تتعلق بالتصديق. ولا توجد كلمة في اتفاق كورك جاي حول ادعاءات وموقف ممالك قاراباغ أو الأرمن من الخانية.

مع إلغاء خانية قراباغ تم إنهاء المعاهدة في 1822.